# Каюков, Степан Яковлевич
Степа́н Я́ковлевич Каюко́в (1 августа 1898, Саратов — 22 января 1960, Москва) — советский актёр театра и кино. Народный артист РСФСР (1949).

## Биография
Родился в Саратове в семье рабочего. По окончании четырёхклассного городского училища в 1910 году подрабатывал писцом, а с 1912 года устроился в типографию Г. Х. Шельгорна, параллельно посещая воскресную школу. С 1914 года работал статистом в театре, в период 1915—1917 годов обучался в частной театральной школе М. И. Велизарий, участвовал в спектаклях антрепризы Н. Павлова в Саратовском народном доме.
С июня по октябрь 1917 года служил в Русской императорской армии, в период с 1918 по 1923 год — актёр в Саратовском театре драмы, драматических театрах Ташкента, Архангельска, Москвы, Петрограда, Киева, Чернигова. Будучи в Москве в 1921 году, несколько месяцев занимался в театральной студии под руководством И. Н. Певцова, а в 1924—1925 годах выступал на сцене театра миниатюр «Палас».
С 1927 года — в Ленинграде, работал в театре миниатюр «Свободный театр» (1927—1928), театре Сатиры (1928—1931), мюзик-холле (1931—1933), театре Ленинградского областного совета профессиональных союзов (1933—1938).
С 1931 года снимался в кино, исполняя роли преимущественно отрицательных персонажей.
С 1943 года — актёр Московского театра драмы. В период 1946—1952 годов работал в Малом театре, а в 1954 году перешёл в Театр имени Моссовета, где прослужил до 1957 года. Его основным амплуа были комедийные и характерно-бытовые роли, отмеченные сочностью и юмором.
Занимался дубляжем, в русской версии «Лурджа Магданы» (1955) переозвучил угольщика Митуа, исполненного Акакием Кванталиани.
Скончался 22 января 1960 года. Похоронен в Москве на Введенском кладбище (участок № 9).

### Семья
Отец — Яков Гаврилович Каюков (1863—1919), рабочий маслобойного завода, мать — Анна Захаровна Каюкова (1870—1930), домохозяйка.
Был женат на Татьяне Дмитриевне Брагишевой (1909—1985), актрисе Всероссийского гастрольно-концертного объединения.

## Роли в театре
Малый театр
- 1946 — «Двенадцатая ночь» У. Шекспира — сэр Тоби
- 1946 — «Мещане» М. Горького — Бессеменов
- 1946 — «Нашествие» Л. Леонова — Фаюнин
- 1947 — «За тех, кто в море» Б. Лавренёва — мичман Будков
- 1948 — «Инженер Сергеев» Вс. Рокка — Пыжик
- 1948 — «Пигмалион» Б. Шоу — Альфред Дулитл
- 1949 — «Заговор обречённых» Н. Вирты — Коста Варра
- 1949 — «Московский характер» А. Софронова — Зайцев
- 1949 — «Наш современник» К. Паустовского — Иона
- 1949 — «Ревизор» Н. Гоголя — Городничий
- 1950 — «Варвары» М. Горького — Редозубов
- 1950 — «Голос Америки» Б. Лавренёва — рядовой Паркинс
- 1950 — «Иван Грозный» А. Толстого — Репнин
- 1950 — «Люди доброй воли» Г. Мдивани — Квак
- 1950 — «Тайная война» В. Михайлова, Л. Самойлова — Дядя Миша
- 1951 — «Живой труп» Л. Толстого — Артемьев
- 1951 — «Настя Колосова» В. Овечкина — Силкин

Театр имени Моссовета
- 1954 — «Кто смеётся последним» К. Крапивы — Черноус

## Фильмография
- 1931 — Златые горы / Счастливая улица — рабочий
- 1932 — Гайль Москау — кочегар
- 1933 — Иудушка Головлёв — приказчик Игнат
- 1934 — Крестьяне — колхозник
- 1934 — Юность Максима — Дмитрий Савченко (Дёма)
- 1934 — Люблю ли тебя? — господин Тушканчик по прозвищу «Шестью восемь-сорок восемь»
- 1935 — Инженер Гоф — Алес
- 1935 — Лунный камень — геолог
- 1935 — Дубровский — полковник
- 1935 — Подруги — трактирщик
- 1936 — Девушка спешит на свидание — сослуживец Фёдорова
- 1936 — Депутат Балтики — метранпаж
- 1937 — Женитьба — Кочкарёв
- 1937 — Шахтёры — Лошадёв
- 1937 — Тайга золотая — чёрт
- 1938 — Друзья — ингуш Мусса
- 1938 — Маска — Пятигоров
- 1938 — Одиннадцатое июля — прислужник в церкви
- 1938 — Человек с ружьём — Андрей
- 1939 — Мои университеты — Василий Семёнов, хозяин пекарни
- 1939 — Большая жизнь. Часть 1 — Усынин, председатель профкома шахты
- 1939 — Трактористы — Кирилл Петрович
- 1941 — Волшебное зерно — ветер
- 1941 — Приключения Корзинкиной — конферансье
- 1942 — Александр Пархоменко — Ламычев
- 1942 — Боевой киносборник № 8 — немецкий унтер-офицер
- 1942 — Боевой киносборник № 11 — старик
- 1942 — Принц и нищий — водовоз
- 1943 — Насреддин в Бухаре — Бахтияр
- 1944 — Иван Никулин — русский матрос — «папаша»
- 1945 — Здравствуй, Москва! — представитель завода
- 1946 — Большая жизнь. Часть 2 — Усынин, бывший председатель профкома шахты
- 1948 — Первоклассница — Иван Сергеевич, дворник
- 1950 — Кавалер Золотой Звезды — Рубцов-Емницкий
- 1952 — Садко — Морской царь
- 1952 — Максимка — старший офицер
- 1953 — Команда с нашей улицы — Перевалов
- 1954 — Огни на реке — эпизод (нет в титрах)
- 1954 — Мы с вами где-то встречались — продавец бакалеи на вокзале
- 1957 — Новые похождения Кота в сапогах — Патисоне, министр с портфелем
- 1957 — Борец и клоун — дядя Ваня
- 1957 — Хождение за три моря — тверской купец
- 1958 — Над Тиссой — Дзюба
- 1959 — Люди на мосту — Хорьков
- 1959 — Василий Суриков — зевака в Москве (нет в титрах)

## Награды и звания
- орден «Знак Почёта» (1 февраля 1939) — за исполнение роли Дёмы в фильме «Юность Максима» (1934)[5];
- заслуженный артист РСФСР (17 апреля 1944)[6];
- медаль «За доблестный труд в Великой Отечественной войне 1941—1945 гг.» (1947)[7];
- медаль «В память 800-летия Москвы» (1948)[7];
- народный артист РСФСР (26 октября 1949)[3];
- орден Трудового Красного Знамени (1949)[7].